# Schedotrioza apicobystra
Schedotrioza apicobystra är en insektsart som beskrevs av Taylor 1990. Schedotrioza apicobystra ingår i släktet Schedotrioza och familjen spetsbladloppor. Inga underarter finns listade i Catalogue of Life.